# Distylodon
Genre
Classification phylogénétique
Distylodon est un genre de plantes épiphytes de la famille des Orchidaceae. À l'heure actuelle, deux espèces sont connues, Dicotyledon compton, endémique de l'Ouganda et Distylodon sonkeanum, endémique du Cameroun. 

## Liste d'espèces
Selon World Checklist of Selected Plant Families (WCSP) (20 septembre 2016) :
- Distylodon comptum Summerh. (1966)
- Distylodon sonkeanum Droissart, Stévart & P.J.Cribb (2014)